# Amphoe Bueng Sam Phan
Amphoe Bueng Sam Phan (Thai อำเภอ บึงสามพัน) ist ein Landkreis (Amphoe – Verwaltungs-Distrikt) der Provinz Phetchabun. Die Provinz Phetchabun liegt im südöstlichen Teil der Nordregion von Thailand.

## Geographie
Amphoe Bueng Sam Phan liegt im Süden der Provinz Phetchabun und grenzt vom Norden im Uhrzeigersinn aus gesehen an die Amphoe Chon Daen und Nong Phai in der Provinz Phetchabun, an Phakdi Chumphon in der Provinz Chaiyaphum, an Amphoe Wichian Buri in der Provinz Phetchabun sowie an die Amphoe Phaisali und Nong Bua in der Provinz Nakhon Sawan.

## Geschichte
1966 entstand nach der Abspaltung von der Tambon Ban Phot, Amphoe Nong Phai, die Tambon Sap Samo Thot. Am 15. Mai 1975 bildete sich der Kleinbezirk (King Amphoe) Bueng Sam Phan, indem die Tambon Sap Mai Daeng, Nong Chaeng und Kan Chu aus der Amphoe Nong Phai hierher verlagert worden waren.
Bueng Sam Phan ist benannt nach der wichtigsten Wasserquelle des Kleinbezirks.
Bueng Sam Phan wurde am 25. März 1979 zu einem vollen Bezirk (Amphoe) hochgestuft.

## Verwaltung

### Provinzverwaltung
Der Landkreis Bueng Sam Phan ist in neun Tambon („Unterbezirke“ oder „Gemeinden“) eingeteilt, die sich weiter in 123 Muban („Dörfer“) unterteilen.
| Nr. | Name           | Thai     | Muban | Einw.  |
| --- | -------------- | -------- | ----- | ------ |
| 01. | Sap Samo Thot  | ซับสมอทอด | 09    | 11.377 |
| 02. | Sap Mai Daeng  | ซับไม้แดง  | 15    | 07.573 |
| 03. | Nong Chaeng    | หนองแจง  | 18    | 07.605 |
| 04. | Kanchu         | กันจุ      | 19    | 13.038 |
| 05. | Wang Phikun    | วังพิกุล    | 16    | 09.974 |
| 06. | Phaya Wang     | พญาวัง    | 16    | 04.985 |
| 07. | Si Mongkhon    | ศรีมงคล   | 11    | 04.379 |
| 08. | Sa Kaeo        | สระแก้ว   | 09    | 03.216 |
| 09. | Bueng Sam Phan | บึงสามพัน  | 10    | 09.712 |

### Lokalverwaltung
Es gibt eine Kommune mit „Kleinstadt“-Status (Thesaban Tambon) im Landkreis:
- Sap Samo Thot (Thai: เทศบาลตำบลซับสมอทอด) bestehend aus den Teilen der Tambon Sap Samo Thot, Bueng Sam Phan.

Außerdem gibt es neun „Tambon-Verwaltungsorganisationen“ (องค์การบริหารส่วนตำบล – Tambon Administrative Organizations, TAO)
- Sap Samo Thot (Thai: องค์การบริหารส่วนตำบลซับสมอทอด) bestehend aus Teilen des Tambon Sap Samo Thot.
- Sap Mai Daeng (Thai: องค์การบริหารส่วนตำบลซับไม้แดง) bestehend aus dem kompletten Tambon Sap Mai Daeng.
- Nong Chaeng (Thai: องค์การบริหารส่วนตำบลหนองแจง) bestehend aus dem kompletten Tambon Nong Chaeng.
- Kanchu (Thai: องค์การบริหารส่วนตำบลกันจุ) bestehend aus dem kompletten Tambon Kanchu.
- Wang Phikun (Thai: องค์การบริหารส่วนตำบลวังพิกุล) bestehend aus dem kompletten Tambon Wang Phikun.
- Phaya Wang (Thai: องค์การบริหารส่วนตำบลพญาวัง) bestehend aus dem kompletten Tambon Phaya Wang.
- Si Mongkhon (Thai: องค์การบริหารส่วนตำบลศรีมงคล) bestehend aus dem kompletten Tambon Si Mongkhon.
- Sa Kaeo (Thai: องค์การบริหารส่วนตำบลสระแก้ว) bestehend aus dem kompletten Tambon Sa Kaeo.
- Bueng Sam Phan (Thai: องค์การบริหารส่วนตำบลบึงสามพัน) bestehend aus Teilen des Tambon Bueng Sam Phan.